# 55 (getal)
55 is het natuurlijke getal volgend op 54 en voorafgaand aan 56. 

## In de wiskunde
Vijfenvijftig is:
- een driehoeksgetal en een zevenhoeksgetal;
- de som van de kwadraten van de natuurlijke getallen 1, 2, 3, 4 en 5, en daarmee een vierhoekig piramidegetal;
- een getal in de rij van Fibonacci;
- een Kaprekargetal.

## Overig
55 is ook:
- Het landnummer voor internationale telefoongesprekken naar Brazilië.
- Het jaar A.D. 55 en 1955.
- Het atoomnummer van het scheikundig element Cesium (Cs).
- Het elfde lustrum.